# Új-zélandi lile
Az új-zélandi lile (Charadrius obscurus) a madarak osztályának lilealakúak (Charadriiformes) rendjébe, ezen belül a lilefélék (Charadriidae) családjába tartozó faj.

## Rendszerezése
A fajt Johann Friedrich Gmelin német természettudós írta le 1789-ban. Egyes szervezetek az Anarhynchus nembe sorolják Anarhynchus obscurus néven.

## Alfajai
- Charadrius obscurus obscurus Dowding, 1994 - Észak-sziget
- Charadrius obscurus aquilonius Gmelin, JF, 1789 - déli és a Stewart-sziget

## Előfordulása
Új-Zéland területén honos. Természetes élőhelyei a mérsékelt övi füves puszták, homokos és kavicsos tengerpartok, mocsarak és tavak. Állandó, nem vonuló faj.

## Megjelenése
Testhossza 28 centiméter, szárnyfesztávolsága 46-50 centiméter, testtömege 130-180 gramm. A tollazatának felső rész barna, az alsó rész ősszel-tél elején törtfehér, körülbelül májustól válik narancsvörös színűvé.
|  |  |

## Életmódja
Tengeri, part menti és szárazföldi gerinctelen állatokkal táplálkoznak és esetenként kisebb halakat is fogyaszt.

## Szaporodása
Fészekalja többnyire három tojásból áll, általában augusztusban vagy szeptemberben, és ha elveszik, pótolják. A költési idő általában 28-30 napig tart; a kirepülési időszak változó, de átlagosan körülbelül 6 hét.
|  |  |

## Természetvédelmi helyzete
Az elterjedési területe kicsi és több részre szakadt, egyedszáma 60-80 közötti és csökken. A Természetvédelmi Világszövetség Vörös listáján súlyosan veszélyeztetett fajként szerepel.